# Елбек-Доржи Рінчіно
Елбек-Доржи Ринчино (монг. Ринчингийн Элбэгдорж, 4 (16) травня 1888 — 23 червня 1938) — видатний бурятський суспільно-політичний, державний і військовий діяч, один з лідерів революційного і національного руху бурятського народу, активний учасник міжнародного революційного комуністичного руху. Стояв біля витоків створення національної автономії — Бурят-Монгольської Республіки, перший голова Бурятського національного комітету. Один з організаторів і учасників Монгольської народної революції. У 1921—1925 роках — голова Реввійськради Монгольської Народної Республіки, радник уряду, член президії Центрального Комітету Монгольської народної партії, член Великого і Малого Державного Хуралу Монголії. Зробив значний внесок у розвиток національно-визвольного руху і становлення незалежної Монголії. Видатний ідеолог ідей панмонголізму. Відомий як вчений-сходознавець, перекладач, просвітник, творець (спільно з Агваном Доржиєвим і М. Амагаєвим) сучасного бурятського алфавіту, професор політекономії, автор багатьох праць про міжнародне і внутрішнє становище Бурятії і Монголії.

## Біографія

### Молодість, становлення особистості
16 травня 1888 — народився в кочовому урочищі (улусі) Хілгана Баргузинського аймака Забайкальської області (нині Баргузинський район Республіки Бурятія).
Мати — Буубей Балгано (Балганова), була старшою дочкою Банюшки (Манюхай) Балганова з клану яриктинських Тумунтеїв роду Шоно племені Ехіріт. У неї було 6 братів: Тіхаабха, Бата-Мунхе, Гуржаб, Аюша, Німа, Цирен і сестра Цибжит.
Про батька відомості не збереглися. Сам Рінчіно в автобіографії писав: «Батька, як „незаконнонароджений“, не знаю». Деякі публіцисти вказують, що в предків Рінчіно була також єврейська кров, на що вказують, зокрема, його густе хвилясте волосся. Це цілком реальна версія, якщо врахувати, що з другої половини XIX століття Баргузинський повіт і місто Баргузин були визначені місцем каторги й заслання для численних революціонерів-народників Південної і Центральної Росії єврейського походження.
Близько 1890 року Бубей Балаганова вийшла заміж за Рінчіна Бальжирова, людину родовиту, середнього достатку. Він був старшиною першого hенгелдерівского отоку (Сенгелдурського роду племені Ехіріт) Баргузинської степової думи. Елбек-Доржи у віці 3-х років усиновлений вітчимом. У спільному шлюбі з Бубей народилися брати Ердені (Мончіг), Шагжа (Данзан), Цирен (Егүүді), сестра Һамасоо (Дімід).
У 1899 р. закінчив Улюнську приходську школу.
1899—1904 — навчання в міській школі Баргузина. Тут Рінчіно в 1903 р. увійшов в нелегальний учнівський гурток, організований засланцями Архангельським і Маєром.
У 1905 р. Елбек-Доржи пішов від вітчима і перебрався в Верхньоудинськ. Тут він вступив за громадський рахунок у Верхньоудинське громадське реальне училище, відкрите за ініціативою відомого тоді просвітителя-революціонера І. К. Окунцова.
1906 р. увійшов в партію (організацію соціал-демократів з більшовицьким керівництвом), де вів під керівництвом Бориса Шумяцького активну нелегальну роботу.
1906 — через закриття Верхньоудинського реального училища, Рінчіно переїхав в м. Троїцькосавськ Забайкальської області, де вступив у місцеве реальне училище.
1907 — виключений з Троїцькосавського реального училища за участь в політичному страйку.
1907 — поїздка в Томськ на кошти, зібрані місцевою і Верхньоудинською учнівською організацією. Тут Рінчіно вступив на загальноосвітні курси при технологічному інституті. У Томську активно брав участь у діяльності нелегальних студентських організацій. Восени 1907 затриманий за участь в нелегальній сходці в технологічному інституті, ув'язнений, але незабаром звільнений.
1908 — підготовка до атестата зрілості екстерном при Томській гімназії і здача іспитів.
Восени 1908 — переїзд до Санкт-Петербурга, вступ у Санкт-Петербурзький університет на юридичний факультет.
1909—1913 рр. — участь у нелегальних студентських гуртках, ведення нелегальної організаційно-пропагандистської роботи.
Під час навчання в університеті Рінчіно збирає матеріали по бурятську мову та фольклор. Частина зібраного ним унікального матеріалу була опублікована під псевдонімом Аламжи-Мерген у другому випуску «Збірника монголо-бурятської народної поезії» в 1911 році.
У цей період студент Елбек-Доржи Рінчіно спільно з учителем з Бохана М. Амагаєвим взявся за вдосконалення бурятського алфавіту, створеного в 1905 Агваном Доржиєвим. Проробивши скрупульозну роботу щодо уточнення окремих букв і граматичних форм, в 1910 році вони видали невеличку книгу під назвою «Новий монголо-бурятський алфавіт».
1914 — хвороба, через яку облишив університет.
1915—1916 рр. — участь в експедиції в Монголію. Написані роботи «Шаманство в Монголії» і «Економічні райони Монголії».

### Революція. Лідер Бурнацкому. Будівництво автономії
Кінець 1916 — початок 1917 — робота в кооперації завідувачем статистичним відділом м. Чита Забайкальської області.
У квітні 1917 року рішенням першого загальнонаціонального з'їзду бурятів Забайкальської області та Іркутської губернії був утворений головний адміністративний орган національного самоврядування демократичного спрямування — Центральний національний комітет бурят-монголів Східного Сибіру (Бурятський національний комітет, Бурнацком). Елбек-Доржи Ринчино на першому організаційному його засіданні 25 квітня 1917 року обраний головою і став тим самим першим головою бурятської автономії. Під його керівництвом Бурнацком став центром національного життя бурятів і органом національного самоврядування. Туди входили такі видатні представники національної інтелігенції, як Михайло Богданов, Цибен Жамцарано, Базар Барадійн, Гомбожаб Цибіков та інші. Саме з цього першого з'їзду почалася організація бурятської національної автономії, і були зроблені серйозні спроби розпочати її будівництво.
Бурнацком був загальнобурятським органом і охоплював своїми діями як забайкальських, так і іркутських бурятів. Функціонували відділи: навчальний, земельний, судовий, статистичний, адміністративний та інші. Через них і комітет була розгорнута активна робота. Елбек-Доржи Ринчино бере найактивнішу участь у роботі загальнобурятского органу: пише статті, виступає в пресі, на зборах. Архівні матеріали свідчать, що від його імені, голови Бурнацкому, йшли резолюції, накази, розпорядження, пропозиції, звернення, запити, постанови, накази, спрямовані на захист національних інтересів. Ключовим напрямком його публікацій і виступів була необхідність реалізації ідеї національної автономії, рівності бурятського народу з іншими народами.
У цей же час Рінчіно бере активну участь у Встановленні Рад в Забайкальської області. Секретар Військово-революційного комітету, член польового штабу на Даурському фронті, командувач і організатор бурят-монгольської Червоної гвардії (Улан-Цагда). Поїздка в Монголію для встановлення дипломатичних відносин.
7-13 серпня 1917 р. брав активну участь у роботі з'їзду депутатів бурятського народу Забайкальської області в м. Чита.
У червні 1918 р. заочно обраний міністром освіти Тимчасового Сибірського уряду під керівництвом Петра Дербера.
Кінець 1918 — початок 1919 після падіння Рад в Сибіру нелегальне проживання в районі у бурят-монголів.
1919 — спроба перетягнути правих соціалістів і націоналістів Бурят-Монголії на нейтральну позицію, тобто позицію утримання від участі в громадянській війні на боці білогвардійців в очікуванні приходу Червоної Армії.
1920 — Рінчіно — один з керівників так званого. Кульського перевороту проти білих і помічник начальника штабу червоних партизан в селищі Кульському Хоринського аймаку.
На початку вересня 1920 року Елбек-Доржи Рінчіно делегований на I з'їзд поневолених народів Сходу в радянському місті Баку (Кавказ). З'їзд привернув пильну увагу керівників Радянської Росії і в жовтні 1920 відбулася зустріч учасників Бакинського з'їзду в Політбюро ЦК РКП(б) з В. І. Леніном. Саме Рінчіно, разом з відомим буддійським і громадським діячем, вчителем Його Святості Далай-лами XIII Агваном Доржиєвим, був запрошений для обговорення бурятського і монгольського питань. Рінчіно зробив доповідь на засіданні Політбюро ЦК РКП(б), в якому висловив аргументи на користь надання національної державності бурятському народу, а також представив Леніну дві доповідні записки: «Інородське питання і завдання радянського будівництва в Сибіру» та «Умови постановки і завдання революційної роботи на Далекому Сході». Як відомо, після цієї зустрічі Ленін підготував проект постанови Політбюро ЦК РКП(б) «Про завдання РКП(б) в місцевостях, заселених східними народами», прийнятий 14 жовтня 1920 року. Цей документ підкреслював необхідність «провадження в житті автономії у відповідних конкретним умовам формах для тих східних національностей, які ще не мають автономних установ, в першу голову для калмиків і бурят-монголів».

### Монгольська революція 1921 року. На чолі МНР
У 1920 році Рінчіно призначається секретарем Монголо-Тибетської секції Далекосхідного Секретаріату Комінтерну. Починається період активного співробітництва Елбек-Доржи Рінчіно з монгольськими революціонерами.
В сучасній російській історіографії підкреслюється, що завдяки Елбек-Доржи Рінчіно більшовицьке керівництво поглянуло на Монголію як на плацдарм у просуванні світової революції на Схід внаслідок існування тісних зв'язків Монголії з Маньчжурією, Китайським Туркестаном і Тибетом, а через останній — і з Індією. При цьому були досягнуті домовленості про військово-технічну і фінансову підтримки, про активізацію нелегальної революційної роботи по лінії Комінтерну через монголо-тибетський відділ Далекосхідного секретаріату Комінтерну, про посередництво у відносинах з Китаєм і допомогу у боротьбі з російськими білогвардійцями.
Після перемоги Сіньхайської революції 1911—1913 рр. в Китаї та Жовтневої революції 1917 р. в Росії в Монголії починає активно розвиватися національно-демократичний рух. Але соціальний вибух в Монголії не мав шансів на успіх, що прекрасно розуміли представники монгольських революційних сил. Саме тому у справі становлення монгольської державності вони прагнули отримати всебічну, насамперед військову підтримку з боку Радянської Росії.
У серпні 1920 р. в Росії нелегально прибула делегація Монгольської народної партії — знаменита монгольська «сімка»: Догсомин Бодоо, Солійн Данзан, Дансранбілегійн Догсом, Лосолин Лаган, Дамдін Сухе-Батор, Дамбин Чагдаржав, Хорлоґійн Чойбалсан. Монгольську делегацію зустрів Елбек-Доржи Рінчіно. Він представив її голові Ради міністрів ДВР і секретарю Дальбюро ЦК РКП(б), секретарю Далекосхідного секретаріату Комінтерну Борису Шумяцькому.
З другої половини 1921 Рінчіно працює в Монголії.
Елбек-Доржи Рінчіно вводиться у члени Центрального комітету Монгольської народно-революційної партії (комуністів), стає членом Президії народного Уряду Монгольської Народної Республіки (керівник уряду — лідер революційних монголів товариш Сухе-Батор) і головою Революційного військової ради МНР (Реввійськради).
З 1922 року Монголію, керовану Сухе-Батором і Рінчіно, накриває «хвиля репресій» — розстріляно багато яскравих особистостей, чиї погляди були далекі від ідеалів соціалістичних революцій. У 1922 році Бодоо, Чагдаржав і да-лама Пунцагдорж були страчені як «вороги народу», потім був відсторонений від влади Данзан, що вимагав їхної страти.
Після швидкоплинної і дивної смерті «від застуди» товариша Сухе-Батора (сучасні дослідники, як правило, вважають, що немає підстав вважати, що він був отруєний) в 1923 році Елбек-Доржи Рінчіно зосереджує у своїх руках практично необмежену владу. До цих пір багато в Монголії вважають Рінчіно і Чойбалсана особисто відповідальними за знищення видатних діячів монгольської державності Бодоо, Данзана і Бавасана, що обіймали високі посади. Досі ці драматичні процеси не отримали однозначної оцінки в Монголії. Трагедія Рінчіно в тому, що, проводячи реформи, борючись з представниками несоціалістичного шляху розвитку Монголії, він був «чужий» для монголів. Пам'ять сьогоднішньої Монголії по Рінчіно, як і по багатьох інших бурятях, які брали участь у Монгольській революції, асоціюється з узурпацією влади і знищенням традиційного, поміркованого правління Богдо-гегена.
У доповіді на III з'їзді Монгольської народно-революційної партії Рінчіно обґрунтував ідею про некапіталістичний (соціалістичний) шлях розвитку країни, минаючи стадію ранньо-капіталістичного устрою. Рінчіно був одним із авторів першої Конституції Монгольської Народної Республіки (МНР), прийнятої першим Великим Народним Хуралом Монголії. Був одним з ініціаторів та активних учасників монгольського червоного терору, в тому числі організатор боротьби з буддійськими монастирями, доводячи необхідність тотальної ліквідації теократичної впливу на державність у Монголії.
Займався перекладом комуністичної та політекономічної літератури монгольською мовою. Зокрема, переклав деякі праці Маркса і Леніна.
Крім усього іншого, в Монголії брав участь у розгромі частин барона Унгерна, за що був нагороджений орденом Червоного Прапора (орден № 12376, наказ РВСР № 52 від 24 лютого 1922 р.) — найвищою державною нагородою Радянської Росії (після вироку репресії указом Президії Верховної Ради СРСР від 5 грудня 1942 р. посмертно позбавлений цього ордену).
Також був нагороджений срібним орденом МНР.
Його бурхлива діяльність, у поєднанні з процесом перерозподілу полюсів сил і впливу у монгольському керівництві (що супроводжувалося апеляціями до Комінтерну про його «ухили»), а також конфлікт з новопризначеним повпредом Комінтерну в МНР Тураром Рискуловим призвели до відкликання і Рінчіно, і Рискулова в Москву.

### На викладацькій роботі
1926—1930 — навчання в Інституті червоної професури.
1927—1934 — науково-педагогічна робота в Комуністичному університеті трудящих Сходу їм. т. Сталіна в Москві.
З листопада 1934 — професор політекономії КУТС.
З 1930 — кандидат в члени ВКП(б).

### Репресії і загибель
19 червня 1937 заарештований у Москві на робочому місці в університеті у справі бурятського антирадянського націоналізму-панмонголізму, в якому незабаром було звинувачено практично все керівництво Радянської Бурятії і ряд інших бурятів, які займали високі пости у ВКП(б) СРСР). Для слідства етапований в Іркутськ.
3 червня 1938 р. виїзною сесією Військової колегії Верховного суду СРСР (головуючий — заступник голови Військової колегії Верховного Суду СРСР диввоєнюрист Йона Нікітченко) звинувачений у злочині за ст. 58.1 а, 58.2, 58.11 КК РРФСР. Звинувачувався зокрема в тому, що він «з 1919 року був агентом японської розвідки, яку систематично постачав шпигунськими відомостями. За завданнями тієї ж японської розвідки Рінчіно входив до складу антирадянської буржуазно-націоналістичної панмонгольської організації, що займалася шпигунсько-диверсійною та повстанською діяльністю».
Засуджений до вищої міри кримінального покарання — розстрілу.
23 червня 1938 року в Іркутську вирок було виконано. По тій же справі в тюрмі НКВС Бурятії незабаром буде розстріляний і давній ідеологічний противник Рінчіно з питань розвитку бурятської ідентичності та автономії, вождь Радянської Бурятії, герой-орденоносець Міхей Єрбанов, розстріляні або засуджені до тривалих термінів ув'язнення в системі ГУЛаг практично всі найвизначніші бурятські націонал-демократи «першої хвилі» (Цибен Жамцарано, Базар Барадійн, Даши Сампілон та інші). Арештам і розстрілам було піддане все політичне керівництво Радянської Бурят-Монголії в повному складі. Така ж доля спіткала керівництво Монгольської народної республіки. У тому ж році були розстріляні давній соратник Рінчіно — Борис Шумяцький і його супротивник — Турар Рискулов.
У 1955 році почався перегляд справи і в 1957 Елбек-Доржи Ринчино реабілітований за відсутністю складу злочину.

## Родина
Дружина — Марія Никифирівна Рінчіно (до шлюбу Ман Чун (Чхун)) — кореянка за національністю — сестра відомого революціонера Нам Ман Чхуна. Вони познайомилися в Іркутську в 1920 році, коли Марія працювала співробітницею Далекосхідного секретаріату Комінтерну, а Елбек-Доржи завідував Монголо-Тибетської секцією Далекосхідного секретаріату Комінтерну. У тому ж році вони одружилися. Згодом Марія Рінчіно здобула освіту на біологічному факультеті МДУ ім. М. В. Ломоносова, стала кандидаткою біологічних наук. Після вироку репресії була вислана за межі Москви до Курська, де працювала доцентом Курського медичного інституту.
Діти:
- Син Санандар (1925—1946). За спогадами рідних, з дитинства був неординарною, талановитою дитиною, прекрасним художником, шахістом, мріяв стати авіаконструктором. У 1941 році склав іспити за 9-10 класи і успішно поступив в Московський авіаційний інститут, звідки через місяць був відрахований як «син ворога народу». Але не здався, подав документи і був прийнятий на заочне відділення Ленінградського електротехнічного інституту. У 1942-му Санандар Рінчіно був призваний на фронт, воював до Дня Перемоги. У самому кінці війни був тяжко контужений і помер в 1946 році.
- Дочка Ерджима (1921—1982). Народилася в м. Урга (Улан-Батор). Працювала кресляркою.
- Дочка Єнок народилася в 1923 році. Закінчила Курський медичний інститут, проживала в м. Мурманськ.
  - Онук — Андрій Микитович Юргенс.
    - Правнук — Олександр.

## Ідеолог панмонголизму
Елбек-Доржи Рінчіно часто називають одним з головних ідеологів панмонголізму в першій третині XX століття. Рінчіно ставив питання про «відновлення колишньої монгольської держави в її національних рамках …», яке знаходило продовження в ідеях Жамцарано, ратував «за справжню незалежність Монголії»; за перетворення Халха-Монголії в притягальний центр всіх монгольських народів, які проживають в інших регіонах (південних монголів, бурят-монголів, калмиків, монголів Туви і Сіньцзяну)". Виступаючи на одному із засідань ЦК МНРП, Рінчіно підкреслив, що «в наших руках загальномонгольська національна ідея, небезпечна і гостра революційна зброя»..
Ідеї Рінчіно, однак, не отримали підтримку в СРСР. Більш того, в 1930-ті рр. у радянському політичному керівництві почало формуватися уявлення про лідерів бурят-монгольської національного руху і в подальшому керівників революції монгольських народів, як про «буржуазних націоналістів».
У 1927 р. Рінчіно опублікував велику статтю «До питання про національне самовизначення Монголії у зв'язку з завданнями китайської революції», де пропагує ідею «етнографічної Монголії», посилаючись на Кяхтинську платформу, в якій висувалася ідея освіти всемонгольської держави і яка була в свій час схвалена Далекосхідним секретаріатом Комінтерну. Стаття викликала жорстку критику в його адресу (Д. Жамбалон, О. Дашидондобе, С. Нацов та ін). В 1927 р. була опублікована стаття Д. Жамбалона, де він піддав критиці панмонгольські погляди Рінчіно, вважаючи, що Рінчіно «прийняв тінь за щось реальне, щиро вірить у можливість об'єднання всіх монголів, тоді як ця ідея була лише гаслом для агітації».
На початку 1930-х рр. з'являється ряд критичних статей, де з класових позицій піддається жорсткій критиці панмонгольський рух і його найбільш активні учасники. У статті наркома освіти Бурят-Монгольської АРСР О. Дашидондобе «Про одну надзвичайно шкідливу антимарксистську теорію (про панмонголізм)» цей рух розглядається як націоналістичний ухил (за злою іронією долі згодом О. Дашидондобе був репресований за зв'язок з «панмонголістами — японськими агентами» Рінчіно, Барадіним та ін). Д. Іванов в журналі «Радянська Бурятія» (орган ОК ВКП(б) і ЦВК Бурят-Монгольської АРСР) опублікував статтю «За розгорнуту боротьбу з бурятської кондратьєвщиною — проти гнилого лібералізму», де дана різка критика бурятських національних лідерів, які представлені як «найбільші представники», лідери панмонгольського руху, авантюристи, політичні вожді націоналістів і класові вороги. При цьому автор виступає з закликом «…роззброїти ідейного вождя і підігрівача панмонголізму Рінчіно, викривши всі його націоналістичні маніпуляції…», а також відомих діячів національного руху Б. Барадіна, Ц. Жамцарано, Д. Сампілона.
У статті першого секретаря Бурят-Монгольської ОК ВКП(б) Міхея Єрбанова «10 років соціалістичного будівництва БМАРСР» дається партійно-політична оцінка національного руху, національно-державного будівництва монгольських народів. При цьому він принижує місце і роль бурятської національної інтелігенції в цих процесах, піддаючи її гострій критиці. На його думку, національна інтелігенція, яку він характеризує як «буржуазно-демократичну, націоналістичну», що проводила політику «по суті куркульських, нойєнатських і ламських елементів». Він атестує Рінчіно як одного з «ідеологів панмонгольського руху». Безсумнівно, стаття партійного керівника Бурятії стала суворим вироком діяльності бурятської національної інтелігенції і обумовлювала негативний підхід до оцінки діяльності лідерів національного руху монгольських народів.
Стаття секретаря ОК ВКП(б) А. А. Маркізова багато в чому перегукується зі статтею М. М. Єрбанова. В ній Маркізов також представляє національну інтелігенцію як носія «ідеології націоналізму і панмонголізму». На його думку, «треба твердо засвоїти, що бурятські націонал-демократи, висловлюючи інтереси бурятського куркульства, нойєнатства і ламства, в перший період Радянської влади в 1917—1918 р., в період семенівської та колчаковськой реакції грали контрреволюційну роль і активно боролися спільно з реакцією проти Радянської влади».
З цього часу аж до початку 1990-х рр. діяльність Елбек-Доржи Рінчіно та інших бурятських демократів, як лідерів національного руху і революційних процесів монгольських народів трактувалася як негативна. Імена і діяльність їх замовчувалася. У рідкісних історичних нотатках про них писали виключно, як про «буржуазних націоналістів», «панмонголістів». Бурятський національний комітет — орган національного самоврядування бурятів розглядався як антинародний і буржуазний, що виражає інтереси бурятських нойонів і верхів ламаїстського духовенства.
З крахом комуністичної ідеології науковий інтерес до постатей бурятських демократів, їх творчої спадщини, ролі в національно-державному будівництві, розкриття їх життєвого шляху та політичних біографій зростає. У червні 1993 р. в Улан-Уде відбулася конференція, присвячена 105-річчю з дня народження Елбек-Доржи Рінчіно. Через півроку в Москві, в Представництві Республіки Бурятія, відбувся «круглий стіл», присвячений 105-річчю з дня народження видатного державного та громадського діяча Бурятії і Монголії Елбек-Доржи Ринчино, організований Бурятським культурним центром, Товариством монголознавців РАН та Інститутом сходознавства РАН. На засіданні виступили вчені М. І. Гольман, В. В. Грайворонський, О. С. Желєзняков, С. К. Рощин (ІВ РАН), Л. А. Юзефович, Н. Л. Жуковська (Інститут антропології та етнографії РАН), П. Р. Атутов (Російська академія освіти), В. Є. Раднаєв. У своїх виступах вони розглядали різні сторони політичної діяльності Елбек-Доржи Рінчіно. Професор В. В. Грайворонський наголосив, що немає сумніву в тому, що Елбек-Доржи Рінчіно для свого часу був яскравим, видатним політичним і громадським діячем Бурятії і Монголії, а його політична діяльність потребує подальшого глибокого вивчення. У роботі А. А. Єлаева «Бурятія: шлях до автономії і державності» 1994 року також розглядається питання про діяльність Ринчино. Використовуючи нові архівні дані, автор зробив спробу переосмислити питання національно-державного будівництва в Бурятії і прийшов до обґрунтованого висновку про високу ролі Елбек-Доржи Ринчино «в практичному будівництві національної автономії, а також у постановці і вирішенні цього питання на найвищому партійному та державному рівні».

## Вшанування
- У рідному селі Хілгана споруджено погруддя Елбек-Доржи Рінчіно. Тут же в Хілганайській школі відкрито музей, де представлені матеріали з біографії Елбек-Доржи Рінчіно, рідних і близьких, братів, його особисті речі, орденська книжка.[17]
- У 2013 р. пропонувалося встановити в столиці Республіки Бурятія пам'ятник Елбек-Доржи Рінчіно, а також перейменувати на його честь площу в Улан-Уде перед готелем «Бурятія».[18]
- 3 липня 2007 президент Республіки Бурятія Леонід Потапов підписав розпорядження Уряду Республіки Бурятія № 387-р про утворення оргкомітету з підготовки та проведення загальнореспубліканських заходів, присвячених 120-річчю Елбек-Доржи Рінчіно[19].
- У сучасній Бурятії є схильні до формування нового культу особистостей бурятських комуністів 1920-х — 1938 рр., громадськість вимагає ідеалізації їхнього образу, пам'ятників і меморіалів на їхню честь[20][21][22].

## Основні праці
- Элбек-Доржи Ринчино о Монголии. Избранные труды [Архівовано 29 грудня 2017 у Wayback Machine.]. / Сост. Базаров Б. В., Цыбиков Б. Д., Очиров С. Б. — Улан-Удэ, 1998.
- Элбек-Доржи Ринчино. Документы, статьи, письма [Архівовано 29 грудня 2017 у Wayback Machine.]. — Улан-Удэ, 1994.
- Новый монголо-бурятский алфавит /Сост. Н. Амагаев, Аламжи-Мэргэн. — СПб., 1910.
- Монголо-бурятский сборник. Вып. I. — СПб., 1910.
- Монголо-бурятский сборник. Вып. II. — СПб., 1911.
- Бато-Далай Очиров. — Торгово-промышленный ежегодник Сибири, 1914—1915.
- Дальне-Восточные Балканы. — Сибирь. — 1915. № 272, 273, 275; — 1916. № 3, 8.
- Национальная проблема России при свете революции. — Народное дело. — Чита, 1917. — № 37.
- Советская власть в Иркутской губернии и бурят-монголы. — Чита, 1918.
- Великие державы и независимость Монголии. — Наш путь. — Чита, 1919. № 143—145.
- Инородческий вопрос в Сибири и революция. — Сибирь. — 1917. № 77.
- Инородческий вопрос в Сибири. — Жизнь национальностей, 1921. № 6.
- О международном положении Монголии // Доклад на III съезде МНРП.
- К вопросу о национальном самоопределении Монголии в связи с задачами китайской революции //Революционный восток. Журнал Научно-исследовательской ассоциации при Коммунистическом университете трудящихся Востока им. И. В. Сталина. — № 2, 1927.
- О реформе письменности монгольских племен. — Просвещение национальностей. — 1930. — № 6.
- О реформе монгольского литературного языка. — Просвещение национальностей. — 1930. — № 9-10.